# Prevoje
Prevoje so naselje v Občini Lukovica. Vas leži nad Blagovico, na severni strani doline Črnega grabna. Ime je vas dobila po obliki oz. prevoju hriba, kjer leži vas.